# Anton Marca i Boada
Anton Marca i Boada (Reus, 1873 - Lausana, Suïssa, 1957) va ser un escriptor i administratiu català.
Publicà als vint-i-un anys Ma primera cullita (Reus: Impremta de Celestí Ferrando, 1894), amb pròleg de Josep Aladern i al cap de dos anys Cuadrets al natural (Reus: Imp. de Celestí Ferrando, 1896). Els dos volum són reculls de textos en prosa, que, segons l'estudiós reusenc Joaquim Santasusagna eren l'expressió "d'un jove que sentí neguits davant les tragèdies d'ordre social i que aspirava a l'adveniment d'una millor justícia". Magí Sunyer diu que hauria pogut perfectament formar part del Grup modernista de Reus, per la seva denúncia de la injustícia i de la hipocresia socials.
Col·laborà a diversos periòdics reusencs: l'Eco del Centro de Lectura 5a època, La Autonomía, periòdic republicà federal, Lo Somatent, catalanista, Lo Ventall, humorístic i literari i fundà i dirigí L'Escut de Reus una revista literària que sortí el 1893, i El Pandemonium, un setmanari de debat ideològic, el 1901. Com a delegat a Reus del Centre Excursionista de Catalunya, organitzà el 1901 una excursió a Santes Creus, que donà lloc a la creació de la Secció Excursionista del Centre de Lectura. El 1896 s'havia traslladat a Barcelona però feia freqüents estades a Reus. El biògraf reusenc Josep Olesti diu que va abandonar les lletres quan va obtenir un càrrec important a l'oficina d'una gran empresa de Flix.